# Rasdaq
Rasdaq a fost numele bursei electronice de valori mobiliare de la București. Numele este o adaptare după cel al bursei similare din New York City, NASDAQ. Acronimul RASDAQ provine de la: Romanian Association of Securities Dealers Automated Quotation (system).
A fost creată cu ajutorul consultanților de la United States Agency for International Development (USAID).Rasdaq și-a început activitatea pe 26 octombrie 1996, iar la 1 decembrie 2005 a fuzionat cu Bursa de Valori București (BVB).
Pe 12 iulie 2007, capitalizarea companiilor de pe RASDAQ a depășit 8,2 miliarde euro, ca urmare a deprecierii monedei europene și a creșterilor accentuate din anii 2006-2007.
Rasdaq a apărut odată cu privatizarea în masă, pentru că pachetele legislative ale celebrelor «cuponiade» obligau orice firmă care intra în acest program să se listeze la Bursă.
Astfel, firmele au fost forțate să se listeze, deși nici nu intenționau și nici nu îndeplineau criteriile pentru a fi listate pe lista BVB.
Practic, RASDAQ era o creație alternativă pentru firme mici și foarte mici.
Companiile mari caută să fie listate pe piața de principală, care este BVB.Aceasta pentru că e o piață mai vizibilă și le este mai ușor să atragă bani de la investitori decât să caute singure finanțări de la bănci.Companiile mici sau medii nu au puterea financiară care să le permită să respecte regulile cerute de BVB, iar pentru ele există RASDAQ, care are reguli mai relaxate.

## Conducerea
Președinții RASDAQ:
- Septimiu Stoica: 1996-2001 [2]

## Rasdaq în cultura populară
În anul 2000, deputatul PRM Irina Loghin a făcut un comentariu memorabil: întrebată cum comentează fraudele de pe piața de capital, a răspuns cu recomandarea ca, „dacă numitul Rasdaq a furat, să fie arestat!”.